# Mesøya
Mesøya est une petite île de la commune de Meløy , en mer de Norvège dans le comté de Nordland en Norvège.

## Description
L'île de 8 km2  se trouve à sud-ouest du village de Ørnes sur le continent et à l'est de l'île de Meløya, sur la côte du Helgeland. L'île  n'est accessible que par bateau et n'a pas de service régulier de ferry.
L'île est luxuriante avec un paysage varié. Il a à la fois une forêt de pins, une forêt d'épicéas, une forêt de bouleaux, une forêt de trembles, des zones marécageuses et des zones de montagne. L'île a une faune et une flore variées avec des orignaux, des renards, des lynx roux, des loutres et des visons.